# Medio Cudeyo

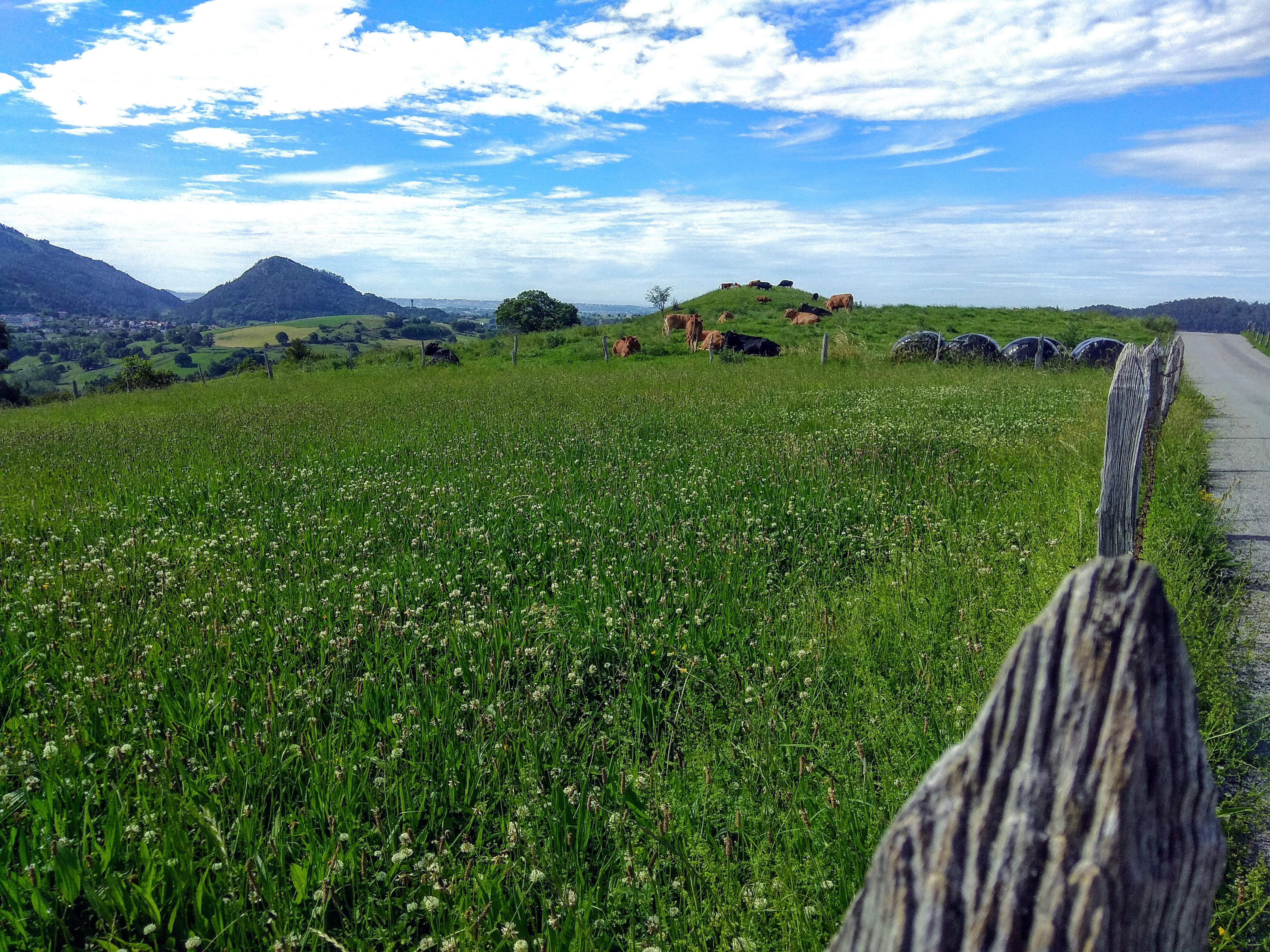
Prados de siega en Sierra Hermosa, en el municipio de Medio Cudeyo.

Medio Cudeyo es un municipio de la comarca de Trasmiera, en la comunidad autónoma de Cantabria, España. Dista unos 15 kilómetros de Santander. Limita al este con Entrambasaguas, al sur con Liérganes y Riotuerto, y al oeste con Villaescusa. Los ríos que destacan en este municipio son el Miera, el Cubón y el Pámanes.

## Geografía
Integrado en la comarca de Trasmiera, la capital del municipio, Valdecilla, se sitúa a 16 kilómetros de Santander. El término municipal está atravesado por la Autovía del Cantábrico (A-8) y por la carretera nacional N-634, entre los pK 199 y 202, además de por la autovía S-10, que permite el acceso a Santander, la carretera nacional N-635, alternativa convencional a la anterior, la carretera autonómica CA-161, que conecta con Riotuerto, y por otras carreteras locales que permiten la comunicación con Liérganes, Marina de Cudeyo y con la Peña Cabarga. 
El relieve del municipio está definido por la presencia del río Miera en el límite oriental, numerosas praderas y montes bajos en la zona central y norte hasta la ría de San Salvador, que hace de límite por el noroeste, y una zona más montañosa al suroeste donde destaca el Macizo de Peña Cabarga, que asciende a los 570 metros. La altitud oscila entre los 570 metros (Peña Cabarga) y los 10 metros cerca de la ría de San Salvador. La capital, Valdecilla, se alza a 76 metros sobre el nivel del mar. 
| Noroeste: El Astillero | Norte: Marina de Cudeyo | Nordeste: Marina de Cudeyo y Entrambasaguas |
| Oeste: Villaescusa     |                         | Este: Entrambasaguas                        |
| Suroeste: Liérganes    | Sur: Liérganes          | Sureste: Riotuerto                          |

## Historia
En Medio Cudeyo existen restos arqueológicos de castros con presencia humana en el Pico Castillo y Castilnegro. Conformó la Junta de Cudeyo junto a Marina de Cudeyo, Liérganes, Riotuerto, Miera y Entrambasaguas, una de las Juntas de la Merindad de Trasmiera. La Junta de Cudeyo apoyó en 1520 al corregidor Zambrano durante la Revolución de las Comunidades de Castilla
Ya en época moderna, de la antigua Junta de Cudeyo, en 1813 se crea el Ayuntamiento de Medio Cudeyo, que en la breve etapa de reinado de Fernando VII será anulado, restableciéndose la Junta de Cudeyo.
En 1823 se hace la primera referencia a las aguas minero-medicinales del manantial de Fuencaliente en Solares. Con la creación del Gran Hotel Balneario de Solares, la localidad se desarrolla al amparo de la llegada de gente burguesa en busca de curas de agua (creación de un casino, desarrollo de hostelerías, construcción de la estación de ferrocarril). 
Anteriormente, el marqués de Valdecilla (promotor del Hospital Universitario Marqués de Valdecilla de Santander) y el conde de Torreanaz imprimen ya influencias burguesas en el municipio, siendo grandes mecenas en obras sociales para Medio Cudeyo.
Desde los años 70 del siglo XVIII, las minas de hierro situadas en el macizo de Peña Cabarga (conocidas desde época romana) hacen que surja una industria alrededor de la explotación minera, implantándose varias vías férreas que ayudaban a transportar el material extraído. Entre ellas el ferrocarril de Santander a Solares, inaugurado en 1892, y posteriormente extendido hasta la localidad también balnearia de Liérganes.
La posición estratégica del municipio, dentro del área de mayor desarrollo de Cantabria, y la situación de Solares, centro comarcal y cruce de grandes vías de comunicación, han hecho de Medio Cudeyo un municipio de gran desarrollo económico.

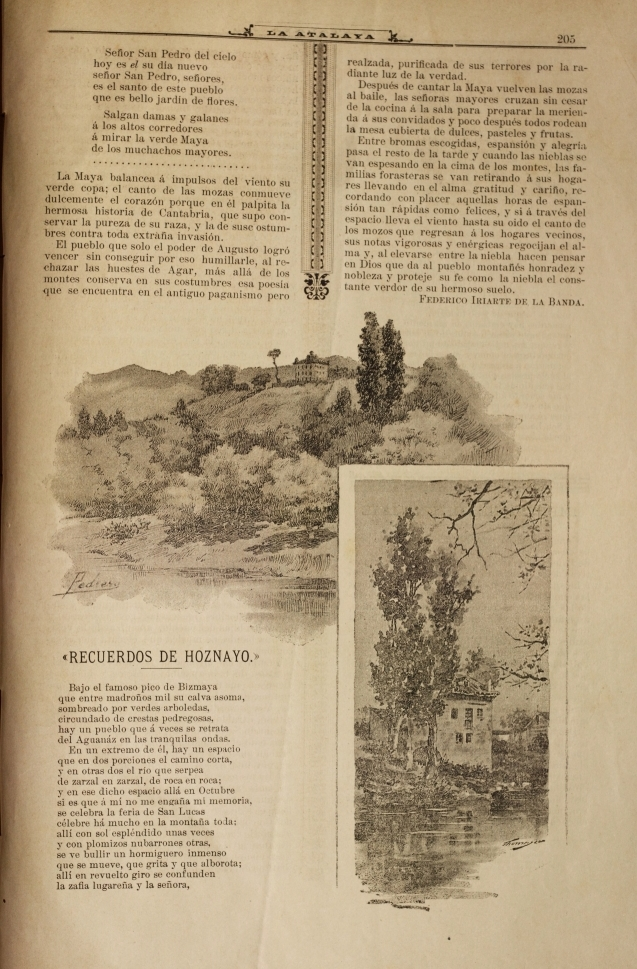
Residencia Marqués de Valdecilla sobre colina, La Atalaya 1893, por Mariano Pedrero
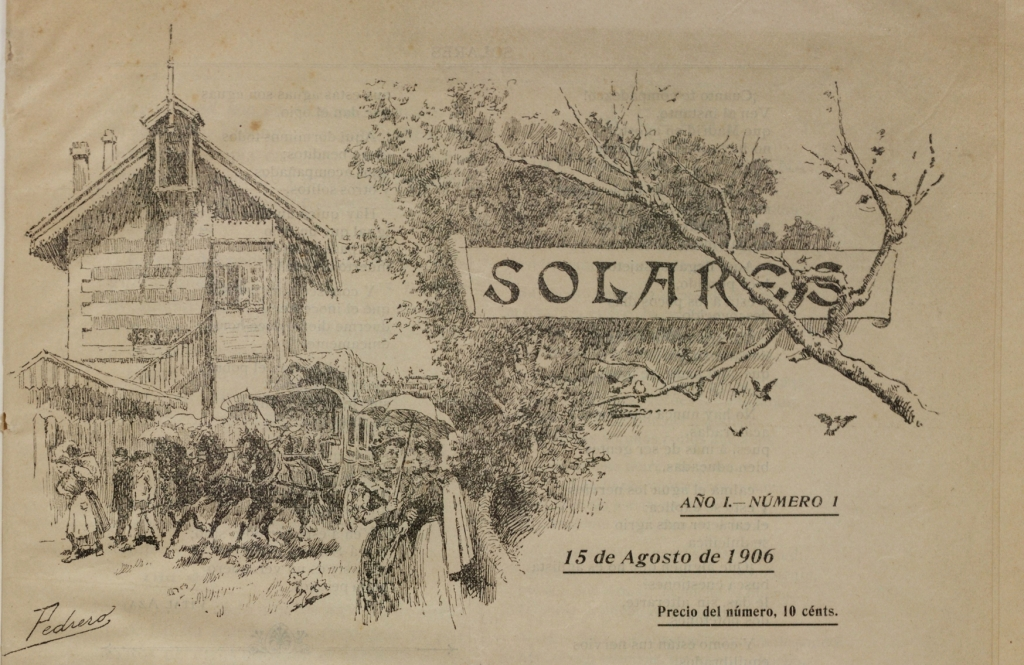
Estación Solares, hoy desaparecida, portada revista Solares 1906, por Mariano Pedrero

## Demografía
Medio Cudeyo cuenta con una población de 7674 habitantes (INE 2024).
| Gráfica de evolución demográfica de Medio Cudeyo entre 1842 y 2021                                                  |
| |
| Población de derecho según los censos de población del INE Población de hecho según los censos de población del INE |

## Economía
Respecto a la economía del municipio, un 27,2 % de la población se dedica al sector primario, un 13,9 % a la construcción, un 51,1 % a la industria y por último un 18,9 % al sector terciario. Esto la convierte en un importante foco industrial de la comarca de Trasmiera, estando muy por encima de la media de la comunidad autónoma.

## Administración y política

### Gobierno municipal
María Higuera Cobo (PRC) es la alcaldesa del municipio desde el 19 de febrero de 2022, en sustitución de Juan José Perojo Cagigas que dejó el cargo tras 15 años.
| Periodo   | Nombre                           | Partido | Partido                                 |
| --------- | -------------------------------- | ------- | --------------------------------------- |
| 2003-2011 | Juan José Perojo Cagigas         |         | Partido Regionalista de Cantabria (PRC) |
| 2011-2015 | María Antonia Cortabitarte Tazón |         | Partido Popular (PP)                    |
| 2015-2022 | Juan José Perojo Cagigas         |         | Partido Regionalista de Cantabria (PRC) |
| 2022-act. | María Higuera Cobo               |         | Partido Regionalista de Cantabria (PRC) |

| Partido político                         | 2023  | 2023  | 2023       | 2019  | 2019  | 2019       | 2015  | 2015  | 2015       | 2011  | 2011  | 2011       | 2007  | 2007  | 2007       |
| Partido político                         | Votos | %     | Concejales | Votos | %     | Concejales | Votos | %     | Concejales | Votos | %     | Concejales | Votos | %     | Concejales |
| Partido Regionalista de Cantabria (PRC)  | 1750  | 39,25 | 5          | 1468  | 33,48 | 5          | 1190  | 26,58 | 4          | 1510  | 32,37 | 4          | 1436  | 31,73 | 4          |
| Partido Popular (PP)                     | 1557  | 34,92 | 5          | 572   | 13,04 | 2          | 1800  | 40,21 | 6          | 2144  | 45,96 | 7          | 2076  | 45,88 | 6          |
| Partido Socialista Obrero Español (PSOE) | 622   | 13,95 | 2          | 1002  | 22,85 | 3          | 1067  | 23,83 | 3          | 781   | 16,74 | 2          | 920   | 20,33 | 3          |
| Vox                                      | 360   | 8,07  | 1          | —     | —     | —          | —     | —     | —          | —     | —     | —          | —     | —     | —          |
| Todo por Medio Cudeyo                    | —     | —     | —          | 995   | 22,69 | 3          | —     | —     | —          | —     | —     | —          | —     | —     | —          |

### Organización territorial
- Anaz
- Ceceñas (antigua capital del municipio)
- Heras
- Hermosa
- San Salvador
- San Vitores
- Santiago (antes, Santiago de Heras)
- Sobremazas
- Solares
- Valdecilla (capital)

## Cultura

### Patrimonio
Tres son los bienes de interés cultural de este municipio:
- Casa solariega de los Cuetos, en Sobremazas, con categoría de monumento.
- Palacio de los Marqueses de Valbuena, en Solares, monumento.[4]
- Yacimiento arqueológico del Pico del Castillo, zona arqueológica.

Además, están también clasificados los siguientes edificios:
- Casa principal y edificaciones anexas del Marqués de Valdecilla, en Valdecilla, Bien de interés local (hoy museo del Marqués).
- Villa Arras, en Solares, Bien inventariado.
- Casa natal de Don Ramón Pelayo, Marqués de Valdecilla, en Valdecilla, Bien inventariado.

Otros edificios dignos de mención son:
- Antigua escuela de niños, Palacio y finca del Conde de Torreanaz e Iglesia de San Juan Bautista, en Anaz.
- Torre de Alvarado y Monumento al Indiano, en Heras.
- La Casa de los Portilla, en Sobremazas.
- Balnerario de Solares y Palacio de Rubalcaba en Solares.
- Iglesia de Santa María de Cudeyo, en Valdecilla.

### Fiestas
- Fiesta en todo el municipio: 15 de agosto, Santa María de Cudeyo.
- Anaz: 24 de junio, San Juan Bautista. 27 de diciembre, San Juan el Pajarón.
- Ceceñas: 22 de enero, San Vicente Morcillero.
- Heras: 29 de septiembre, San Miguel. 30 de septiembre, San Migueluco.
- Hermosa: 16 de agosto, San Roque. 11 de noviembre, San Martín. 13 de diciembre, Santa Lucía.
- San Salvador: 6 de agosto, San Salvador.
- Santiago de Cudeyo: 25 de julio, Santiago.
- San Vitores: Último fin de semana de agosto.
- Sobremazas: El domingo siguiente al 15 de agosto, San Joaquín. 26 de diciembre, San Esteban.
- Solares: 29 de junio, San Pedruco. 15 de agosto, Santa María de Cudeyo.
- Valdecilla: 15 de agosto, Santa María de Cudeyo. 16 de agosto, San Roque.

## Personas destacadas
- Antonio Ibáñez de la Riva Herrera (Solares, 1633 - Madrid, 1710), arzobispo, inquisidor y administrador de la Hacienda Real.
- Ramón Pelayo de la Torriente (1850 - 1932), marqués de Valdecilla, benefactor y fundador del Hospital Universitario Marqués de Valdecilla entre otras muchas obras sociales.
- Luis María de la Torre y de la Hoz (1827-1901), conde de Torreanaz y ministro de Gracia y Justicia durante la regencia de María Cristina de Habsburgo-Lorena.
- Alfredo Pérez Rubalcaba (Solares, 28 de julio de 1951 - 10 de mayo de 2019), político del PSOE, exministro del Interior Ministro del Interior,  exvicepresidente primero del gobierno de la nación y candidato socialista a Presidente del Gobierno de España en las elecciones generales del 2011.
- José Luis Montes Toyos (Sobremazas) Párroco de San Ginés de Madrid y Delegado Episcopal para el Patrimonio Cultural de la Diócesis de Madrid.